# Лобжанидзе, Саба
Са́ба Лобжани́дзе (груз. საბა ლობჟანიძე; 18 декабря 1994, Тбилиси, Грузия) — грузинский футболист, полузащитник американского клуба «Атланта Юнайтед» и национальной сборной Грузии. Участник чемпионата Европы 2024.

## Клубная карьера
Саба Лобжанидзе — воспитанник тбилисском клуба «Динамо», в фарм-клубе которого начал профессиональную карьеру. После успешного сезона 2013/2014 был привлечён к основной команде. В родном клубе Саба отыграл три сезона и забил 10 мячей, а также стал чемпионом и обладателем Кубка и Суперкубка Грузии.
Летом 2017 года Лобжанидзе перешёл в датский клуб «Раннерс», подписав трёхлетний контракт.
30 января 2020 года Лобжанидзе перешёл в турецкий клуб «Анкарагюджю».
После того как «Анкарагюджю» выбыл из Суперлиги, в июне 2021 года Лобжанидзе подписал трёхлетний контракт с «Хатайспором».
Из-за разрушительного землетрясения февраля 2023 года «Хатайспор» снялся с чемпионата, после чего Лобжанидзе присоединился на правах аренды к «Фатиху Карагюмрюку» до конца сезона.
2 августа 2023 года Лобжанидзе перешёл в клуб MLS «Атланта Юнайтед», подписав контракт до конца сезона 2026 в качестве назначенного игрока. В американской лиге дебютировал 26 августа в матче против «Нэшвилла», в котором вышел на замену вместо Шанде Силвы на 61-й минуте и забил гол на 87-й минуте.

## Национальная сборная
23 января 2017 года Лобжанидзе дебютировал в составе национальной сборной Грузии в товарищеском матче с командой Узбекистана, в котором сразу отличился забитым мячом.

### Голы за сборную
| N  | Дата           | Место                      | Соперник   | Гол | Результат | Соревнование             |
| -- | -------------- | -------------------------- | ---------- | --- | --------- | ------------------------ |
| 1. | 23 Января 2017 | Севенс Стэдиум, Дубай, ОАЭ | Узбекистан | 2-1 | 2-2       | Товарищеский матч        |
| 2. | 10 Июня 2019   | Паркен, Копенгаген, Дания  | Дания      | 1-1 | 1-5       | Отбор ЧЕ-2020 (группа D) |

## Достижения
«Динамо» Тбилиси
- Чемпион Грузии: 2015/16
- Обладатель Кубка Грузии: 2014/15, 2015/16
- Обладатель Суперкубка Грузии: 2015